# Verfassung Chiles
Die heutige Verfassung der Republik Chile stammt aus dem Jahre 1980. Sie wurde durch die damals herrschende Militärregierung erarbeitet und am 11. September 1980 in einer Volksabstimmung, die unter großem Druck stattfand und nicht demokratischen Kriterien entsprach, mit 67 % angenommen. 1989 wurden in einer weiteren Volksabstimmung unter ähnlichen Bedingungen einige Änderungen angenommen. Am 16. August 2005 änderte das chilenische Parlament nochmals die Verfassung in zentralen Punkten.
Seit 1833 wird Chile demokratisch regiert, mit Ausnahme von wenigen Monaten kurzlebiger diktatorischer Regime und der Diktatur Augusto Pinochets von 1973 bis 1990. Außer während der so genannten „Parlamentarischen Republik“ von 1890 bis 1925 wurde das Land immer durch ein präsidentielles System regiert.
Am 25. Oktober 2020 stimmte die chilenische Bevölkerung bei einem Referendum mit großer Mehrheit für eine neu auszuarbeitende Verfassung. Die Verfassungsgebende Versammlung wurde im Mai 2021 direkt vom Volk gewählt. Der von ihr erarbeitete Verfassungsentwurf wurde durch das Plebiszit am 4. September 2022 mit großer Mehrheit abgelehnt.

## Vor 1833
- Reglamento Constitucional Provisorio de 1812 (Volltext bei wikisource)
- Reglamento para el Gobierno Provisorio de 1814 (Volltext bei wikisource)
- Constitución Provisoria para el Estado de Chile de 1818[1] (am 12. Februar 1818 war Chile unabhängig geworden)
- Constitución Política del Estado de Chile de 1822[2]
- Constitución Política y Permanente del Estado de Chile de 1823[3]
- Leyes Federales de 1826[4]
- Constitución Política de la República de Chile de 1828[5]

## Verfassung von 1833
Nach der Machtübernahme im postkolonialen Bürgerkrieg schuf der konservative Diego Portales Palazuelos 1833 die erste Verfassung Chiles, die den Staat stabilisierte.

## Verfassung von 1925
Die Verfassung von 1925 beendete die Phase der sogenannten „Parlamentarischen Republik“ und führte wieder ein Präsidentialsystem ein.

### Reform 1970
Unter Präsident Eduardo Frei Montalva wurde 1970 eine Verfassungsreform verabschiedet, die dem Präsidenten eine Fülle neuer Befugnisse zusprach. Laut einer Vergleichsstudie von Carey/Shugart (1992) war von 44 Präsidialverfassungen die chilenische Verfassung diejenige, die dem Präsidenten am meisten Befugnisse gab (auch mehr als die Verfassung von 1980). Besonders in der Gesetzgebung und dem Staatshaushaltes war der Einfluss des Kongresses stark beschnitten worden.

## Verfassung von 1980

### Ziele
Das diktatorische Regime wollte seine Herrschaft nach innen und außen legitimieren. Außerdem sollte eine institutionalisierte Machtverteilung zwischen Pinochet und den anderen Generälen gefunden werden. Weiter sollte der Übergang zu einer Demokratie festgelegt werden, diese Transition weit in die Zukunft geschoben werden und auch nach einem Übergang die Vormachtstellung des Militärs und die Etablierung einer radikal marktorientierten Wirtschaftsform sichergestellt werden. Andererseits sollte ein mächtiger und unabhängig agierender Präsident wie Allende (unter Freis Verfassung von 1970) verhindert werden.

### Ausarbeitung
Schon im Oktober 1978 wurde von einer Kommission (Comisión de Estudios de la Nueva Constitución) ein Verfassungsentwurf vorgelegt. Federführend war dabei der konservative Ex-Präsident Jorge Alessandri. Der Staatsrat (Consejo de Estado) modifizierte den Entwurf, und schließlich änderten ihn Pinochet und seine Junta nochmals. In einer nicht demokratischen Kriterien genügenden Abstimmung wurde die Verfassung im September 1980 angenommen. Es gab keine Wahlregister (diese waren 1973 von den Militärs vernichtet worden), keinen alternativen Verfassungsvorschlag und keine freien Medien. Zuvor waren durch sieben Jahre massiver Repressionen die Oppositionellen eingeschüchtert worden; viele wurden ermordet oder wanderten aus.

### Die Exekutive
In Chile hat der Präsident eine extrem starke Stellung. Besonders die „reaktiven“, also Status-quo-verteidigenden Rechte sind umfassend, während „proaktive“, also ändernde Rechte schwächer ausgeprägt sind.
Der Präsident wird in direkter Wahl mit absoluter Mehrheit (also u. U. mit Stichwahl gewählt). Er ernennt die Minister, die nur ihm und nicht dem Parlament verantwortlich sind. Der Präsident kann nur durch eine Zweidrittelmehrheit des Senats des Amtes enthoben werden, Minister mit einfacher Mehrheit. Der Präsident hat zwar keine Dekretsbefugnis (also Gesetze ohne Parlamentszustimmung zu erlassen), allerdings besitzt er in vielen Bereichen das exklusive Recht für Gesetzesinitiativen, etwa in Fragen der Finanzpolitik des Staates, der Mindestlöhne und der sozialen Sicherungssysteme. Beim Staatshaushalt sind die Rechte des Präsidenten noch umfassender. Das Parlament hat nur 60 Tage Zeit, den Budgetvorschlag zu beraten, und kann außerdem keine Ausgabenerhöhung beschließen. Alle Ausgabengesetze müssen die Finanzierungsquellen nennen. Im Gesetzgebungsverfahren kann der Präsident verschiedene Stufen der Dringlichkeit (mit Beratungsfristen von 60, 10 und 3 Tagen) anordnen, die allerdings häufig vom Parlament missachtet werden. Legt der Präsident ein Veto gegen ein Gesetz ein, kann er nur durch eine Zweidrittelmehrheit beider Kammern überstimmt werden.

### Das Militär
Der nationale Sicherheitsrat von Chile (Consejo de Seguridad Nacional de Chile, COSENA) ist ein Instrument, mit dem die Militärführung aktiv in die Politik eingreifen kann. Er entscheidet über wichtige Fragen, etwa die Entlassung von Generälen oder die Ausrufung des Ausnahmezustandes, und war ein zentrales Organ der chilenischen Verfassung. Er setzte sich zusammen aus
- den vier Oberbefehlshabern der Streitkräftegattungen
- dem Präsidenten
- dem Senatspräsidenten
- dem Präsidenten des obersten Gerichtshofes

Schon seit dem „Kupfergesetz“ (ley 13.196) von 1958 erhalten die chilenischen Streitkräfte direkte Einkünfte aus dem Kupferbergbau. Ein LOC Pinochets legt fest, dass 10 % der Exporterlöse des staatlichen Kupferkonzerns CODELCO (in US-Dollar) für Investitionen des Militärs bereitstehen. Außerdem wurde für den Verteidigungshaushalt eine Mindesthöhe auf der Basis des (inflationsbereinigten) Budgets von 1989 festgeschrieben. Bei einem ökonomischen Niedergang wäre der Anteil der Militärausgaben am Bruttoinlandsprodukt gestiegen.
Die Carabineros (Nationale Polizei) sind als vierte Gattung der Streitkräfte (neben Armee, Luftwaffe und Marine) im Verteidigungsministerium angesiedelt.

### Die Legislative
Der Nationalkongress Chiles ist ein Zwei-Kammer-Parlament mit einer Abgeordnetenkammer und einem Senat. Die Abgeordneten (diputados) werden alle vier Jahre in 60 Wahlkreisen nach dem binomialen Wahlsystem gewählt. Der Senat setzt sich aus 26 gewählten Senatoren (2 aus jeder Region, die alle vier Jahre zur Hälfte gewählt werden) und neun ernannten Senatoren zusammen, nämlich
- vier ehemaligen Oberbefehlshabern, ernannt von ihren jeweiligen Streitkräftegattungen
- zwei vom Präsidenten ernannten Mitgliedern: ein ehemaliger Minister und ein ehemaliger Universitätsrektor
- drei vom Obersten Gerichtshof ernannten Mitgliedern: zwei ehemalige oberste Richter und ein ehemaliger Leiter des Rechnungshofes
- zusätzlich auf Lebenszeit: alle Staatspräsidenten, die länger als sechs Jahre im Amt waren

Die Kontrolle der Exekutive obliegt allein dem Abgeordnetenhaus. Es kann Anfragen an Regierungsmitglieder stellen, die beantwortet werden müssen, die Regierungspolitik aber nicht zwangsläufig beeinflussen. Die Stellung des chilenischen Parlaments bei der Mitgestaltung von Politik und Gesetzgebung ist schwach, unter anderem weil beide Kammern stark symmetrische Kompetenzen haben, die sich gegenseitig blockieren können. So gehen 87 % der in den 1990er Jahren tatsächlich verabschiedeten Gesetze auf Initiativen des Präsidenten zurück, obwohl jeder Abgeordnete oder Senator Gesetzesvorschläge einbringen kann (Ausnahmen siehe unter: Exekutive).

### Leyes Orgánicas Constitucionales
Die Leyes Orgánicas Constitucionales (LOC), auf Deutsch etwa Verfassungsorgangesetze sind sozusagen eine „Verfassung zweiter Klasse“. Sie sind nicht Bestandteil der Verfassung, regeln aber zentrale Politikbereiche, etwa Zentralbank, Verfassungsgericht, Wahlrecht, Polizei und Militär. Außerdem gelten für sie erhöhte Hürden für die Änderung (4/7 der Mitglieder beider Parlamentskammern).

### Reform 1989
Die Verfassung von 1980 sah acht Jahre später ein Referendum über eine weitere Amtszeit für Augusto Pinochet vor. Am 5. Oktober 1988 stimmte dann jedoch eine Mehrheit von 55,99 Prozent gegen eine weitere Amtszeit Pinochets. In der Folge kam es zu Verhandlungen über Verfassungsänderungen zwischen Anhängern Pinochets und der Opposition.

#### Rahmen der Verhandlungen
Die Verhandlungen zu den Verfassungsänderungen von 1989 fanden in einem spannungsreichen Umfeld statt, nämlich zwischen dem von Pinochet verlorenen Referendum im Oktober 1988 und der ersten freien Präsidentschaftswahl mehr als ein Jahr später. Schon am 14. Oktober 1988 – Tage nach dem verlorenen Referendum – stellte Pinochet seinen Machtanspruch klar:

«si tocan a uno solo de mis hombres, se acaba el estado de derecho»

„Wenn sie auch nur einen meiner Männer anrühren, ist der Rechtsstaat beendet“

Die Opposition stand vor dem Dilemma, einerseits den Demokratisierungsprozess nicht gefährden zu wollen und andererseits durch eine Zustimmung zu den Reformen die oktroyierte Verfassung der Militärs zumindest scheinbar zu legitimieren.

#### Ergebnisse der Verhandlungen
- Die Amtszeit des ersten demokratisch gewählten Präsidenten wurde auf vier Jahre verkürzt.[7]
- Das Verbot von klassenkämpferischen Doktrinen wurde aufgehoben, dafür wurden Vereinigungen verboten, die sich gegen die demokratische Ordnung richten. Laut Artikel 19 Absatz 15 sind Vereinigungen verboten, die der Moral und der öffentlichen Ordnung und Sicherheit des Staates entgegenstehen.
- Notstandskompetenzen des Präsidenten[8] wurden eingeschränkt (etwa das Recht auf Verweisung außer Landes aufgehoben).
- Die Zahl der gewählten Senatoren wurde von 26 auf 38 erhöht.
- Der Präsident darf das Parlament nicht mehr auflösen.
- Im Nationalen Sicherheitsrat (COSENA) sitzen nun vier (statt drei) Zivilisten (und weiterhin vier Militärs).
- Die Schwelle für Verfassungsreformen wurde etwas gesenkt.

### Änderungen unter demokratischen Regierungen (1990–2003)
- 1. April 1991 (Gesetz 19.055): Artikel 9 (Änderung der Amnestieregeln)
- 12. November 1991 (Gesetz 19.097): Artikel 3 und 32.9 (Verwaltungsreform: Demokratisierung der Gemeinde, Direktwahl der Bürgermeister)
- 4. April 1994 (Gesetz 19.295): Artikel 25 (Amtszeit des Präsidenten wird auf sechs Jahre festgeschrieben)
- 16. September 1997 (Gesetz 19.519): Artikel 19.3, 32.14, 49.8 y 9, 54, 73, 75 und 78
- 17. November 1997 (Gesetz 19.526): Artikel 62.2, 107, 109 und 110 (Kommunalreform)
- 22. Dezember 1997 (Gesetz 19.541): Artikel 32.14, 49.9, 75, 77.4, 79.2 und 81 (Justizreform: Änderung am Obersten Gerichtshof)
- 14. Januar 1999 (Gesetz 19.597): Artikel 74
- 16. Juni 1999 (Gesetz 19.611): Artikel 1 und 19 (rechtliche Gleichstellung von Mann und Frau)
- 2. Oktober 1999 (Gesetz 19.634): Artikel 19.10 (Anerkennung von Kindergartenbildung)
- 4. November 1999 (Gesetz 19.643): Artikel 26, 27 und 84
- 28. April 2000 (Gesetz 19.672): Artikel 30 (Status der ehemaligen Präsidenten)
- 29. April 2000 (Gesetz 19.671): Artikel 117 (Vereinigung beider Parlamentskammern für Verfassungsänderungen)
- 25. August 2001 (Gesetz 19.742): Artikel 19.12 und 19.25 (Abschaffung der Zensur für das Kino und Schaffung des Rechts auf freie künstlerische Äußerung)
- 22. Mai 2003 (Gesetz 19.876): Artikel 19.10 (Medienunterricht)[9]

#### Verfassungsreform von 2005
Mit dem Gesetz 20.050 vom 26. August 2005 wurde die Verfassung an 58 Stellen geändert.
Dabei wurden wichtige Fortschritte erzielt, um den Einfluss der Militärs auf die Politik zu begrenzen und undemokratische Elemente der Legislative zu beseitigen. Die wichtigsten Neuerungen waren:
- Das Verfassungsgericht wurde von sieben auf zehn Richter erweitert, die alle von Präsident, Senat oder Oberstem Gerichtshof ernannt werden, keiner von Armee oder COSENA.
- Abschaffung der ernannten Senatoren: Bisher wurden etwa Repräsentanten der vier Teile der Armee und Ex-Präsidenten automatisch Senatoren. So sind neben den 38 gewählten auch neun nicht gewählte im Senat. Dies wurde mit der Verfassungsänderung abgeschafft.
- Verkürzung der Amtszeit des Präsidenten von sechs auf vier Jahre. Motiv war unter anderem, dass nun die Parlaments- und Präsidentschaftswahlen gleichzeitig abgehalten werden können, um zum Präsidenten oppositionelle Mehrheiten im Parlament möglichst zu vermeiden.
- Senkung des Mindestalters für Präsidenten und Senatoren von 40 auf 35 Jahre.
- Absetzung von Generälen: Der Präsident kann nun autonom die Oberkommandierenden der vier Teilstreitkräfte absetzen und muss nicht mehr die Zustimmung des COSENA (Nationaler Sicherheitsrat) einholen, in dem die Oberkommandierenden selber vertreten sind.
- COSENA: Der Sicherheitsrat kann nur noch vom Präsidenten einberufen werden und wurde um zivile Mitglieder erweitert (so dass die Militärs jetzt in der Minderheit sind).
- Offiziere dürfen nicht mehr für den Kongress kandidieren.
- der Oberste Gerichtshof hat nun auch im Kriegszustand die oberste Rechtsprechungsgewalt über die Militärgerichte.
- Artikel 90 schreibt nicht mehr die Rolle des Militärs als „Wächter der Verfassung“ fest.
- Nationalität: Wer als Kind von Chilenen im Ausland geboren wird, ist nun automatisch Chilene, nicht erst nach eineinhalb Jahren Wohnsitz in Chile.

## Erarbeitung einer neuen Verfassung seit 2019

### Vorgeschichte
In den Jahren 2019 und 2020 gab es in Chile Proteste gegen die soziale Ungleichheit. Eine der Forderungen war, eine neue Verfassung auszuarbeiten.

### Erster Prozess zwischen 2019 und 2022
Im Dezember 2019 kündigte die Regierung Piñera einen Volksentscheid darüber an. Zur Abstimmung standen zwei Fragen:
1. „Wünschen Sie eine Neue Verfassung?“ – Antwortmöglichkeiten: Zustimmung / Ablehnung[14]
2. „Welche Art von Organ soll die Neue Verfassung ausarbeiten?“ – Antwortmöglichkeiten: Gemischte verfassunggebende Versammlung (50 % aus gewählten Volksdelegierten und 50 % gewählter Kongressmitglieder)  / Verfassunggebende Versammlung (100 % aus gewählten Volksvertretern)[14]

Die Abstimmung war ursprünglich am 26. April 2020 geplant. Sie wurde wegen der COVID-19-Pandemie verschoben. Das Plebiszit fand schließlich am 25. Oktober 2020 statt.
Im amtlichen Endergebnis zeigte sich eine große Zustimmung zur Erarbeitung einer neuen Verfassung (78 %). Diese solle von einer verfassunggebenden Versammlung, die zu 100 % aus direkt gewählten Volksvertretern bestehen solle, erarbeitet werden (79 %).
Die Verfassunggebende Versammlung wurde am 15. und 16. Mai 2021 gewählt. Für die 155 Sitze waren mehr als 1300 Kandidaten angetreten. Ziel war die paritätische Besetzung der Versammlung mit gleich vielen Männern wie Frauen. 17 Sitze wurden von Vertretern der indigenen Bevölkerung besetzt. Die Versammlung erarbeitete ab Juli 2021 einen Verfassungsentwurf, der im Juli 2022 verabschiedet wurde.
Dieser Verfassungsentwurf stand am 4. September 2022 in einem zweiten Plebiszit zur Wahl. Dabei sollte die chilenische Bevölkerung entscheiden, ob sie die Annahme des von der Verfassungsgebenden Versammlung ausgearbeiteten Vorschlages wünscht. Der Verfassungsentwurf wurde von 62 % der Wähler verworfen.

### Zweiter Prozess ab 2023
Direkt in der Woche nach der Ablehnung des Verfassungsentwurfes von 2022 trafen sich die Parteispitzen der Mitglieder des Kongresses sowie Regierungsvertreter, um die Rahmenbedingungen eines neuen Verfassungsprozesses zu besprechen. Nach zähen Verhandlungen über drei Monate einigten sich die Parteien am 12. Dezember 2022 auf das Acuerdo por Chile, in dem die Grundzüge eines neuen Prozesses festgelegt wurden. Dabei sind in diesem Prozess drei Organe beteiligt: Eine Expertenkommission (Comisión Experta), ein Verfassungsgebender Rat sowie ein Technisches Zulässigkeitskomitee. Am 6. März 2023 nahmen die Expertenkommission und das Zulässigkeitskomitee ihre Arbeit auf.